# Hard Candy (àlbum)
Hard Candy és l'11è àlbum d'estudi de la cantant estatunidenca Madonna. Va ser llençat al mercat el 28 d'abril de 2008 per la discogràfica Warner Bros Records. El seu primer single 4 Minutes, va ser llançat el 24 de març de 2008.

## Llista de cançons
1. "Candy Shop" – 4:15
2. "4 Minutes" – 4:04
3. "Give It 2 Me" – 4:47
4. "Heartbeat" – 4:03
5. "Miles Away" – 4:48
6. "She's Not Me" – 6:04
7. "Incredible" – 6:19
8. "Beat Goes On" – 4:26
9. "Dance 2night" – 5:03
10. "Spanish Lesson" – 3:37
11. "Devil Wouldn't Recognize You" – 5:08
12. "Voices" – 3:39